# ラピスラズリ
ラピスラズリ (lapis lazuli) という名前は、以前は青金石（ラズライト）として知られる青い鉱物を指して使われていたが、実際にはほとんどの場合、硫黄を多く含む藍方石（アウイン）の一種を指している。また、ラピスラズリという名称は、これに加えて方解石や黄鉄鉱などを含む岩石にも使われる。現在では、主に装飾用の石（つまり岩石）としての意味で用いられることが多い。 
和名では瑠璃といい、サンスクリット語のヴァイドゥーリャないしパーリ語のヴェルーリヤの音訳とされる。深い青色から藍色を持ち、しばしば黄鉄鉱の粒を含んで夜空のような輝きを持つ。

## 概要
人類に認知され、利用された鉱物として最古のものとされている。エジプト、シュメール、バビロニアなどの古代から、宝石として、また、顔料ウルトラマリンの原料として珍重されてきた。日本ではトルコ石と共に12月のほかに9月の誕生石とされる。主成分にもラピスラズリとは異なる日付が誕生石として設定されている。
ラピスラズリ (lapis lazuli) は、ラテン語で「lazhwardの石 (lapis)」を意味する。ラピスはラテン語で「石」 (Lapis)、ラズリはトルキスタンにあるペルシア語地名 "lazhward"（ペルシア語: لاژورد、現在のアフガニスタン・イスラム共和国 バダフシャーン州 クラン・ワ・ムンジャン地区にあるSar-i Sang鉱山の古名）が起源。
それがアラビア語圏でペルシア語由来の外来語として取り入れられ لَازَوَرْد（lāzaward, ラーザワルド, 「瑠璃(石)」の意）となり、アラブ世界を経由しヨーロッパへと伝わりアジュールの語源となった。
古代ギリシャでサプフィールといったのは、今のサファイアではなく、ラピスラズリであったという説もある。（古代ローマの大プリニウスが著した博物誌には、サッフィール（サッピルス）の名でラピスラズリが記載されており、「金が点になって光っている」、「最良のものはペルシャで発見される」等と記述されている。）
旧約聖書『出エジプト記』の、祭司の装飾品のひとつである胸当てにはめ込む石として青い石（sappir）は、ラピスラズリだといわれている。また新約聖書『ヨハネ黙示録』では、世界が終末を迎えた後現れるとされる新エルサレムの都の神殿の東西南北12の礎にはそれぞれ12種類の石で飾られ、そのうちの2番目がサファイア、11番目が青玉と記述されているが、青玉は現在ではサファイアのことを指すので、もしそうであれば2番目のサファイアはラピスラズリのことを指している可能性がある。この他にも旧約聖書でモーセがシナイ山にて、神より授かったとされるモーゼの十戒が刻まれた石版はサファイアとされていたが、これもラピスラズリであったといわれている。（1927年、1964年出版の邦訳では「第二は瑠璃」とされている。）
日本では、ラピスラズリは瑠璃と呼ばれ、仏教の七宝のひとつとされ、仏典『無量寿経』や『法華経』に瑠璃の記述がある。奈良の正倉院の宝物庫には、紺玉帯と呼ばれるラピスラズリで飾られた黒漆塗の牛革製ベルトが収められている。

## 性質・特徴
固溶体を指す名称としてのラピスラズリ：方ソーダ石グループの鉱物間で形成される固溶体である。藍方石（アウイン）、方ソーダ石（ソーダライト）、黝方石（ノゼアン）などは、すべて同じ方ソーダ石グループに属し、類質同像の多結晶体を形成する。そのため、ラピスラズリはしばしば十二面体の結晶として産出する。
岩石を指す名称としてのラピスラズリ：世界中のラピスラズリの産地において、ほぼすべての標本に藍方石、ウラジーミルイワノフ石、アフガン石などが含まれており、青金石が含まれる標本は極めて稀である。一般的にラピスラズリとされる標本の大半は、深い青色を呈する藍方石を主成分としている。
以前は青金石がラピスラズリの主成分とされていたが、現在では藍方石が主成分であるとされているのには、2021年に行われた青金石の再定義が関係している。
国際鉱物学連合（IMA）は、かつてHassanら（1985）の研究に基づき、青金石の理想的な化学式において硫黄を主要なアニオンとして扱っていた。しかし、同研究でも硫酸塩の方が優勢であることが示されており、青金石は藍方石の硫化物を多く含む変種であるか、あるいは藍方石の理論的な端成分にすぎない可能性が指摘されていた。この問題を踏まえ、IMAはSapozhnikovら（2021）の研究に基づき、青金石の定義を変更し、その化学式において四分の一以上に(S₃)⁻¹の青色発色要因を含むことを条件とした。
そのため、従来の青金石の化学式は Na₆Ca₂(Al₆Si₆O₂₄)(SO₄,S,S₂,S₃,Cl,OH)₂ とされていたが、現在では Na₇Ca(Al₆Si₆O₂₄)(SO₄)(S₃)･H₂O と再定義されている。
以下は主成分の藍方石のデータである。
- モース硬度: 5.5 - 6。
- 比重: 2.44 - 2.5。
- 透明度: 半透明 - 不透明。
- 色: 群青色、瑠璃色。
- 条痕色: 青色。
- 光沢: 硝子状 - 脂肪状光沢。
- 晶系: 主成分は等軸晶系。
- 劈開: 不明瞭。
- 断口: 粗面、不規則。
- 傷つきやすく、薬品にも弱い
- 塩酸と反応して硫化水素を出し、ゼラチン化する。

## 成分
主成分の藍方石などの他に、いくつかの微量鉱物が入り混じって固溶体を成している。主な成分は珪酸、アルミニウム、ナトリウム、カルシウムで、さらに硫黄や塩素を含む。そのため、ハンマーで叩くと硫化水素臭を発する。

### 主成分
藍方石（hauyne、アウイン）
Na₃Ca(Al₃Si₃O₁₂)(SO₄)
方ソーダ石（sodalite、ソーダライト）
Na₄(Al₃Si₃O₁₂)Cl
黝方石（nosean、ノゼアン）
Na₈(Al₆Si₆O₂₄)(SO₄)･H₂O
ウラジーミルイワノフ石（vladimirivanovite）
Na₆Ca₂(Al₆Si₆O₂₄)(SO₄,S₃,S₂,Cl)₂･H₂O
アフガン石（afghanite、アフガナイト）
(Na,K)₂₂Ca₁₀(Al₂₄Si₂₄O₉₆)(SO₄)₆Cl₆

### 副成分
微量、含まれない場合もある。
青金石（lazurite、ラズライト）
Na₇Ca(Al₆Si₆O₂₄)(SO₄)(S₃)･H₂O
方解石（calcite、カルサイト）
CaCO₃、白い筋。
黄鉄鉱（pyrite、パイライト）
FeS₂、金色の斑点状に入る場合もある。多く含まれる硫黄の内、過剰に余ったものが鉄と合わさって黄鉄鉱を形成する。ただし、バイカルで産出されるラピスラズリは黄鉄鉱を伴わない。
その他
柱石、斜長石、燐灰石、ジルコンなどを含む場合もある。

## 生成・産出
ラピスラズリは接触変成作用でできる鉱物で、結晶質石灰岩、つまり熱変成を受けた石灰岩（スカルン）中に産出する。ただ珪灰石と違い、生成の条件として、スカルン中に硫黄、塩素など特殊な元素を必要とし、温度が高い、珪酸が少なめであるという特殊な環境が必要であるため、ラピスラズリは世界に産地が少ない。
古代の原産地は、Sar-e-Sang（アフガニスタンのバダフシャーン州クラン・ワ・ムンジャン地区）がほとんどで、そのほかロシア（バイカル地方）、タジキスタン（パミール高原）、チリ（コキンボ地方）、カナダ（バフィン島）、アメリカ（コロラド州・ニューヨーク州・カリフォルニア州）、イタリア（ベスビオス火山）などに限定されていたが、近年ではミャンマー（マンダレー管区・カチン州）などでも産出している。日本では産出しない。
（一部に産地としてアルゼンチンやアンゴラ、ブラジル、パキスタン、インド等が挙げられているのを見かけることがあるが、これらは国名として見かけるのみでこれらの国の産地に関する記述や解説などは見当たらず詳細は不明）
実際に市場で流通しているのは、アフガニスタン、チリ産の物が多く、ロシア、ミャンマー産の物もわずかにみられ、稀にタジキスタン産の物もみられる。
ただ昭和20年代に、岐阜県の金生山でラピスラズリを発見した人がいたという。金生山は石灰岩の山で化石を産出することで有名であるが、スカルン鉱物であるラピスラズリが未変化の石灰岩中に出るのはおかしい。ラピスラズリは本物であったが、産状に疑問の声が出て、結局これは誰かがそこにラピスラズリを捨てたのだろうということになったということがあったという。

## 歴史
ラピスラズリは新石器時代からアフガニスタンで採掘され、地中海世界と南アジアに輸出された。パキスタンにある紀元前7千年期のインダス文明-アフガニスタン間の重要な交易路であった新石器時代の遺跡メヘルガルからはラピスラズリのビーズが発見されている。これらのビーズは紀元前4千年紀のメソポタミア文明北部の入植地などでも発見されている。
古代社会でラピスラズリを特に高く評価したのはエジプトで、ファラオ、王族、神官などの祭司階級しかこの石をつけられない時代もあったという。歴代のファラオに尊ばれ、黄金に匹敵するほどの価値を与えられることもあった。
このアフガニスタンのラピスラズリの鉱山をキリスト教徒として初めて訪問したのは、クビライ・カアンとローマ法王の親書をたずさえた1271年のマルコ・ポーロ一行であった。ここの採掘はバラシャン（バダフシャーンのこと）の王の直轄でなされており、外国人は入山禁止になっていて実際、潜入しようとして警備兵に殺された者もあった。史上に残るその後の外来訪問者はイギリスの地理学者ジョン・ウッドで、1838年のことであった。

## 用途

### 天然ウルトラマリン

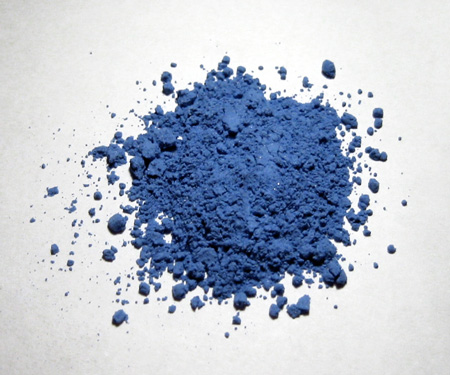
天然ウルトラマリン

ラピスラズリを原料とした青色顔料に天然ウルトラマリンがある。天然ウルトラマリンはラピスラズリを精製して製造する。ウルトラマリンとは「海（ラピスラズリの場合は地中海）を越えて」きたものという意味。なおウルトラマリンの内、青色のものをウルトラマリンブルーと呼ぶ。19世紀にはウルトラマリンは人工顔料として合成されるようになる。
また、フェルメールが天然ウルトラマリンを多用し傑作を残した事から「フェルメール・ブルー」として特に称される。

### 装飾品
- ウルのスタンダード(大英博物館蔵）

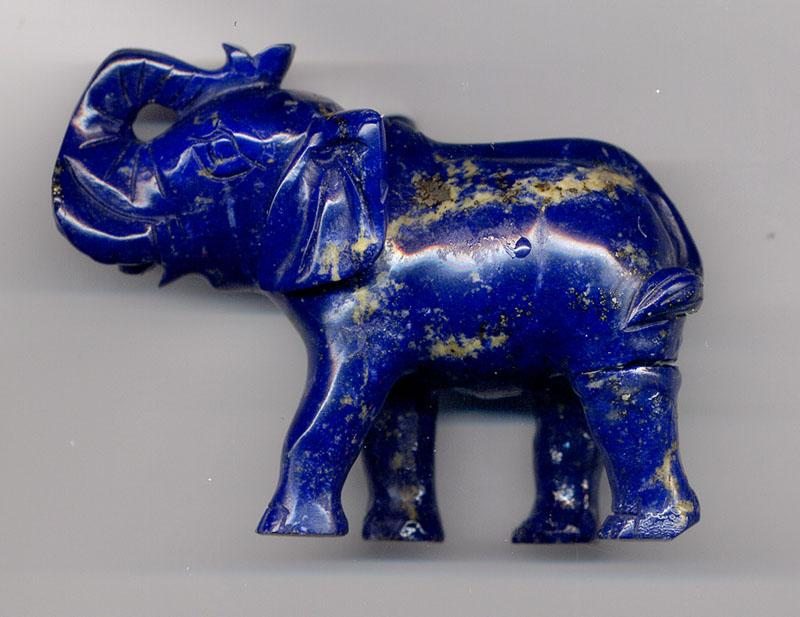
ラピスラズリの象

- ツタンカーメン王のマスク（エジプト考古学博物館蔵）
- 紺玉帯（正倉院蔵）
- 中尊寺金色堂の留め金具
- メディチ家の紋章（ウフィツィ美術館蔵）
- ルイ14世の塩入れ（ルーヴル美術館蔵）

## 民間信仰・呪術
パワーストーン信仰においてラピスラズリは世界でパワーを最初に認識された石、「最強の聖石」とされる。地面の属性で第6チャクラ(額)、第7チャクラ(頭部)を活性化させるとされ、効能として人間関係の改善、頭脳を明晰化させる、強運を導く、頭痛の軽減、喉の痛みの軽減などが科学的根拠はないが信じられている。
かつてラピスラズリがパワーストーンのブームが起きた当時、その代表的な石の一つとして取り上げられたことがあったが、その要因の一つにエドガー・ケイシーのラピスラズリについてのリーディングが引用されたことの影響もあったと思われるが、後の研究によってエドガー・ケイシーの言ったラピスラズリとは、実はアズライトのことであると判明したということがあった。